# Rehoboth Gebiet
Das Rehoboth Gebiet, seit 1976 auch nur Rehoboth, historisch Free Republic of Rehoboth (deutsch Freie Republik Rehoboth) ist ein nicht allgemein anerkannter Staat im Zentrum Namibias. 

## Hintergrund
Die Staatsgründung des Rehoboth Gebiet basiert auf der Verfassung vom 31. Januar 1872, die am 1. Januar 1874 angepasst wurde. Sie ist als Vaderlike Wette bekannt (zu Deutsch etwa paternales Gesetz). Die Unabhängigkeit der Rehoboth Baster wurde erstmals durch ein Schutzabkommen mit der Schutztruppe für Deutsch-Südwestafrika am 15. September 1885 anerkannt. Zudem wurde die Übergabe des Gebiets an andere Staaten oder Mächte untersagt. 1976 wurde das Selbstbestimmungsrecht erneut bestätigt.
Anders als andere Volksgruppen in Namibia sind die Rehoboth Baster nicht als traditionelle Gemeinschaft anerkannt. Die Rehoboth Baster waren vom 2. Februar 2007 bis Dezember 2019 Mitglied in der Organisation der nicht-repräsentierten Nationen und Völker. 

## Geographie
Das Gebiet umfasst das bis 1990 bestehende Homeland Rehoboth. Es ist 14.216 Quadratkilometer groß und hat etwa 35.000 Einwohner. Amtssprachen sind Afrikaans und Englisch. Hauptstadt ist Rehoboth. 

## Politik
Die Vertreter des Rehoboth Baster, der Basterrat (Parlament), angeführt durch den Kaptein, erklärte am 20. März 1990 die Unabhängigkeit von Südwestafrika. Namibia wurde einen Tag später unabhängig. Die staatliche Unabhängigkeit wird von den Rehoboth Baster selbst nicht konsequent umgesetzt. So bezeichneten diese sich in einer offiziellen Erklärung im Jahr 1992 als traditionelles Volk in der Republik Namibia. Die Regierung bildet der Captains Council. Staatsoberhaupt ist Kaptein Herbert George Britz, der 2021 eingesetzt wurde.
Politisch werden die Rehoboth Baster in Namibia durch das seit 2014 mit einem Parlamentssitz vertretene United People’s Movement repräsentiert.